# Diabetis mellitus de tipus 1
La diabetis mellitus de tipus 1 (DM1 o diabetis juvenil i, antigament, diabetis insulinodepenent) és una forma de diabetis mellitus en què els illots de Langerhans (que contenen cèl·lules beta) al pàncrees produeixen molt poca o gens d'insulina. La insulina és una hormona necessària perquè el cos utilitzi sucre en la sang. Abans del tractament, això provoca nivells elevats de sucre en la sang al cos. Els símptomes clàssics són miccions freqüents, augment de la set, augment de la gana i pèrdua de pes. Altres símptomes poden incloure visió borrosa, cansament i mala cicatrització de les ferides. Els símptomes normalment es desenvolupen durant un curt període, sovint en qüestió de setmanes.
Es desconeix la causa de la diabetis tipus 1, però es creu que implica una combinació de factors genètics i ambientals. Els factors de risc inclouen tenir un membre de la família amb la malaltia. El mecanisme subjacent implica una destrucció autoimmunitària de les cèl·lules beta que produeixen insulina al pàncrees. La diabetis es diagnostica mesurant el nivell de sucre o d'hemoglobina glicosilada (HbA1C) a la sang. La diabetis tipus 1 es pot distingir de la tipus 2 mitjançant la prova de la presència d'autoanticossos.
No es coneix cap manera de prevenir la diabetis tipus 1. Cal tractament amb insulina per a la supervivència. La teràpia amb insulina sol administrar-se per injecció just sota la pell, però també es pot administrar mitjançant una bomba d'insulina. Una dieta i exercici per a diabètics són parts importants del tractament. Si no es tracta, la diabetis pot causar moltes complicacions. Les complicacions d’aparició relativament ràpida inclouen cetoacidosi diabètica i coma hiperosmolar no cetòtic. Les complicacions a llarg termini inclouen malalties del cor, ictus, insuficiència renal, úlceres als peus i danys als ulls. A més, poden sorgir complicacions per un baix nivell de sucre en sang causat per una dosi excessiva d’insulina.
La diabetis tipus 1 representa aproximadament un 5-10% de tots els casos de diabetis. Es desconeix el nombre de persones afectades a nivell mundial, tot i que s'estima que uns 80.000 nens desenvolupen la malaltia cada any. Dins dels Estats Units, el nombre d'afectats s'estima entre un i tres milions. Les taxes de malaltia varien àmpliament, amb aproximadament un cas nou per cada 100.000 a l'any a l'Àsia oriental i Amèrica Llatina i al voltant de 30 casos nous per cada 100.000 a l'any a Escandinàvia i Kuwait. Normalment comença en nens i adults joves.

## Descripció
La diabetis és un trastorn general del metabolisme que es manifesta per una elevació anormal dels nivells de glucosa a la sang. Aquesta anomalia pot ser deguda a una producció insuficient d'insulina o bé a un mal aprofitament d'aquesta hormona per part de l'organisme.

## Tractament
La diabetis tipus 1 és fatal si no és tractada amb insulina exògena. La injecció és la via d'administració de la insulina. Altres aspectes importants són la dieta diabètica i l'exercici físic.
Cada vegada més per a pacients amb DM1 s'utilitzen aparells de monitoratge continu de glucosa.

## Epidemiologia
Sol debutar en joves i nens. Aquesta diabetis afecta al voltant 5% del total de malalts de diabetis mellitus en general.